# Dugonoska
Dugonoska (lat. Symphodus rostratus) riba je iz porodice usnača ili Labridae. Dosta je rasprostranjena vrsta kod nas. Kao i većina usnača i dugonoska je šarenih boja, od raznih nijansi zelene, plave, smeđe, spektra žutih boja,...Ima izduženu čeljust po kojoj je dobila ime, a tijelo joj sliči tijelu lumbraka. U ustima ima niz malih oštrih zubiju. Naraste do 13 cm duljine, a živi u priobalnom pojasu, na dubinama do 50 m, gdje se najčešće može naći među snopovima posidonije. Smatra se da je životni vijek dugonoske oko 4 godine.

## Rasprostranjenost
Stanište dugonoske je područje Mediterana, uključujući i Crno more, kao i manji dio Atlantika, od Portugala do Maroka.